# Macedonia (terminología)

Diversas definiciones de Macedonia a lo largo del tiempo:
Reino de Macedonia en la antigüedad
Provincia del Imperio romano
Macedonia durante el Imperio bizantino
Macedonia bajo el Imperio otomano

«Macedonia» es un topónimo que ha sido fuente de confusión y debate debido a sus múltiples usos para definir a lo largo del tiempo a diversas áreas geográficas, políticas, históricas, lingüísticas y demográficas. Los diversos grupos étnicos que viven en la zona han denominado de la misma manera diversas entidades y de diferentes formas una única entidad, lo que genera problemas tanto para sus habitantes como para los extranjeros.
Históricamente, la región ha estado marcada por los continuos cambios políticos en la historia de la península balcánica. En cuanto a la geografía, no existe una definición clara de los límites de la región y los nombres de sus subdivisiones no son aceptadas ni por académicos ni por sus propios habitantes. En el caso de la demografía, en la zona habitan principalmente cuatro grupos étnicos, tres de los cuales se autodefinen como «macedonios»: un grupo sudeslavo, que lo hace a nivel nacional, y uno búlgaro y otro griego, que lo hacen a nivel regional. Lingüísticamente, los nombres y orígenes de las lenguas habladas en la zona son tema de gran controversia, mientras que en el mundo político, el uso del nombre de Macedonia ha generado incluso una disputa diplomática entre los Estados de Grecia y la Antigua República Yugoslava de Macedonia, conflicto que se solucionó en 2019 tras el acuerdo de Prespa, por el que esta última pasaría a denominarse Macedonia del Norte.
Más allá de la naturaleza histórica y sin fronteras de la región, Macedonia puede considerarse sin ambigüedades como el corazón de los Balcanes. A raíz de ello, la razón de la variedad de nombres y definiciones pueden resumirse en las palabras de Winston Churchill: «La región de los Balcanes tiene la tendencia a producir más historia de la que puede consumir».

## Etimología
Existen tres teorías sobre el origen del nombre «Macedonia». De acuerdo a la mitología griega, Macedón era el nombre del jefe de la tribu que se asentaría en la región y que fundaría el Reino de Macedonia. Según Heródoto, los makednoí eran una tribu doria.
El nombre también podría derivar del adjetivo μακεδνός (makednós), que significa "alto", el cual es usado por Homero para designar un árbol en la Odisea, y que según el gramático Hesiquio de Alejandría sería una palabra del dórico que significaría "grande" o "pesado". Comúnmente, se cree que tanto los macedonios como sus antecesores makednoí eran considerados personas de gran estatura.
Una tercera hipótesis sugiere que el nombre makedónes significaría "habitantes de las tierras altas", de acuerdo a un antiguo término del antiguo idioma macedonio, μακι-κεδόνες (maki-kedónes, "del alto planeta"). La World Book Encyclopedia acepta esta teoría, pero basada en el término griego makednós que se referiría a las altas montañas de la zona.

## Macedonia en la historia

### Época antigua
| Reino de Macedonia                              | Provincia romana   |
| Thema bizantino                                 | Dominación otomana |
| ----------------------------------------------- | ------------------ |
| Extensión del territorio histórico de Macedonia |                    |

El antiguo Reino de Macedonia, que principalmente existió entre los siglos VII& a. C. y II a. C., fue el primer Estado que se asentó en la región geográfica homónima. Sus fronteras eran más o menos constantes, aunque aún no está claro si ciertas zonas interiores, como Lincestis, eran parte del reino en sí o eran Estados independientes en constante lucha contra los reyes macedonios.
Durante el reinado de Filipo II, Macedonia se expandió considerablemente, incluyendo la zona de la península Calcídica y territorios al norte en dirección al río Danubio. Filipo terminó gobernando sobre gran parte de Grecia y su reino se expandiría aún más cuando su hijo, Alejandro Magno, lo convirtiera en un imperio que gobernó sobre gran parte del mundo conocido hasta el momento.
Con la muerte de Alejandro, Macedonia volvió a ser un pequeño reino debido a la división del Imperio en diversos Estados. Tras la conquista por parte del Imperio romano en las llamadas guerras macedónicas, el Senado romano estableció la provincia de Macedonia, cuya extensión varió a lo largo de los siglos. Cuando la zona pasó a ser parte del Imperio bizantino, el thema establecido bajo el mismo nombre se ubicó en una zona mucho más al oriente, excluyendo Calcídica e incluso la zona de Tesalónica. Posteriormente, el Imperio otomano, que gobernó el territorio hasta el siglo XIX, nunca tuvo en dicha zona alguna unidad administrativa en Macedonia bajo ese nombre.
Las entidades políticas que alguna vez llevaron el nombre de «Macedonia» durante la antigüedad son:
- El antiguo Reino de Macedonia, que se extendió en la parte más septentrional de la Antigua Grecia. Limitaba al oeste con el reino de Epiro y al oriente con la región de Tracia, y gran parte de su territorio se encontraría actualmente en Grecia.[7] El primer Estado surgió aproximadamente a comienzos del siglo VII a. C. y alcanzó su época de gloria durante el reinado de Alejandro Magno, el cual conquistó gran parte del mundo conocido hacia el este hasta su temprana muerte, en 323 a. C. El reino se mantuvo en una menor extensión hasta que fue dividido en cuatro repúblicas por Roma en el año 168 a. C.[8]

- Los romanos establecieron dos unidades administrativas con el nombre de «Macedonia», ambas con diferentes características:
  - La provincia de Macedonia fue creada en 146 a. C. Sus fronteras variaron durante el paso del tiempo, pero en general se extendía hasta llegar al mar Adriático por el poniente. Diocleciano la dividió en Macedonia prima y Macedonia salutaris.
  - La diócesis de Macedonia, organizada aproximadamente en el año 300, aunque con certeza recién durante el gobierno de Constantino I el Grande. Además de las dos provincias macedonias, se incluyeron las de Epirus vetus, Epirus nova, Tesalia, Acaya e incluso Creta, por lo que abarcaba casi toda la Grecia moderna y Albania. La diócesis dejaría de funcionar cuando el Imperio romano perdiera el control de la zona durante el siglo VII.

- El Imperio bizantino organizó en el año 800 el thema de Macedonia por mandato de la emperatriz Irene. Esta entidad se creó como una escisión del thema de Estrimón, incorporando la zona de Adrianópolis, Hebros y parte de la costa del mar de Mármara. Esta unidad administrativa comprendía una región más al oriente de donde se localizaba originalmente el antiguo reino macedonio, el cual fue parte del thema de Tesalónica. Juan I Tzimisces reemplazó el thema de Macedonia por el ducado de Adrianópolis, en el cual incluyó gran parte de sus conquistas en Bulgaria.[9]
  - La dinastía macedónica del Imperio bizantino adquirió su nombre debido a su fundador, Basilio I. Según la tradición, Basilio habría nacido en el thema de Macedonia, aunque estudios actuales indican que sería de origen armenio.

- Macedonia fue parte del Imperio otomano por más de cinco siglos, mas nunca conformó alguna subdivisión de este. Sin embargo, la región de la Turquía europea ubicada entre Tesalia y Serbia siguió siendo conocida como «Macedonia», lo que de acuerdo a diversos académicos correspondería a la definición de la región más utilizada actualmente.[10]

Cuando en 1904 gran parte de su territorio fue puesto bajo administración internacional, Macedonia estaba compartida por los distritos de Tesalónica, Monastir, Üsküb, Kosovo, Drama y Serrai. Entre 1912 y 1913, la región fue dividida por los Estados independientes balcánicos tras su victoria sobre los otomanos en la primera guerra de los Balcanes. Las fronteras entre Grecia, Serbia y Bulgaria terminarían por definirse con los resultados de la segunda guerra de los Balcanes y la Primera Guerra Mundial.
Una antigua secta cristiana conocida como los macedonios deriva su nombre de su fundador, el obispo Macedonio I de Constantinopla y no tiene ninguna relación directa con la región geográfica de Macedonia o alguno de los Estados asentados en ella.

### Macedonia contemporánea

Bulgaria, tras el tratado de San Stefano de 1878, adquiere casi la totalidad del territorio macedonio

Desde las primeras etapas de la Revolución Griega, el gobierno provisional de dicho país reclamó a Macedonia como parte del territorio nacional griego, pero de acuerdo al tratado de Constantinopla de 1832 que definió las fronteras tras su independencia del Imperio otomano, el límite norte del país estaba entre Arta y Volos, dejando fuera a Macedonia. Cuando el Imperio otomano comenzó a disolverse, Macedonia fue reclamada por todos los miembros de la denominada Liga Balcánica (Serbia, Montenegro, Grecia y Bulgaria) y por Rumanía. De acuerdo al tratado de San Stefano que terminó con la Guerra Ruso-Turca de 1877-78, toda la región macedonia fue incluida en Bulgaria, a excepción de la zona de Tesalónica. Sin embargo, el Congreso de Berlín de ese último año devolvió gran parte de la región al Imperio otomano.
En 1912 estalló la primera guerra balcánica cuando los ejércitos de la Liga Balcánica entraron y ocuparon el territorio macedonio. Tras la victoria sobre los turcos, los miembros de la Liga tuvieron diferencias a causa de la partición del territorio conquistado, por lo que estalló la segunda guerra balcánica. Como resultado de esta última contienda, el indefinido territorio de Macedonia fue repartido entre Grecia, Bulgaria y Serbia, estableciendo sus fronteras definitivas en 1913 por medio del Tratado de Bucarest, las cuales se mantienen esencialmente hasta la actualidad.
Las entidades políticas que han existido o existen durante este período de tiempo bajo el nombre de «Macedonia» son las siguientes:
- Macedonia es una región compuesta por tres periferias en el norte de Grecia, incorporadas en 1913 como resultado de las Guerras Balcánicas.[16]
- Macedonia fue uno de los Estados que compusieron la República Federal Socialista de Yugoslavia, establecida en 1946. Desde esa fecha, fue denominada oficialmente "República Popular de Macedonia", y en 1963 fue renombrada como "República Socialista de Macedonia".[17]
- Macedonia del Norte[n 1] es el nombre con el que comúnmente se refiere al Estado soberano anteriormente conocido como "Antigua República Yugoslava de Macedonia", establecido oficialmente tras su independencia de Yugoslavia, el 8 de septiembre de 1991.[19]

## Macedonia en la geografía

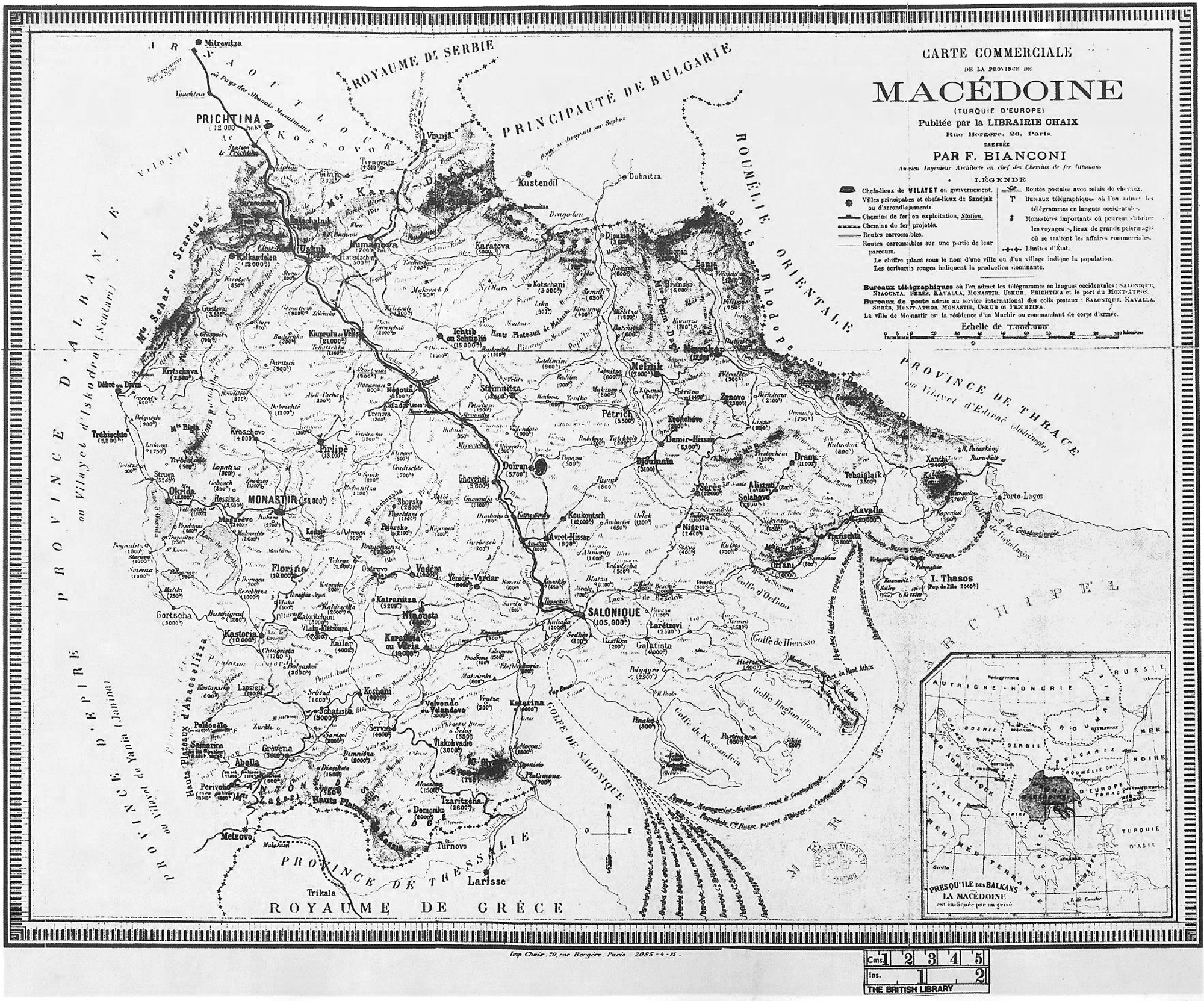
Mapa geográfico francés de la región de Macedonia, según Bianconi en 1885.

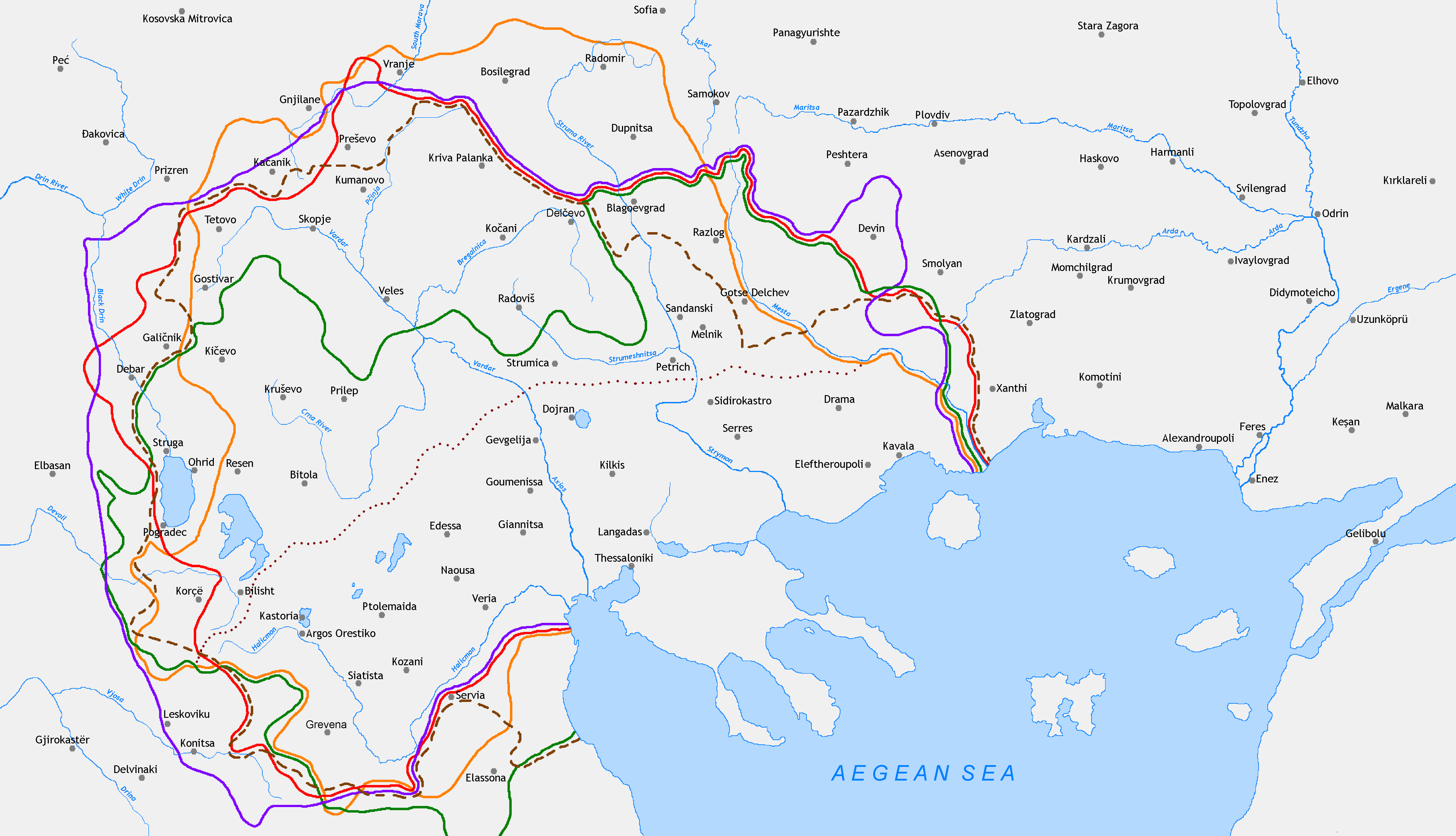
Definición geográfica de "Macedonia" de acuerdo a diversos mapas entre 1843 y 1927. La mayoría de los mapas de dicha época tienen extensiones similares, variando levemente uno del otro; algunos mapas, sin embargo, restringen la región principalmente a su parte sur.

Macedonia (como un término geográfico actual) se refiere en general a una región de la Península Balcánica en el sur de Europa que abarca entre 60.000 y 70.000 kilómetros cuadrados. Aunque no existe alguna definición oficial por parte de alguna organización internacional o estado, en algunos contextos la región aparece delimitada por los cuencas de los ríos (de poniente a oriente) Haliacmón, Vardar y Estrimón y las llanuras cercanas a Tesalónica y Serrai.
En un contexto histórico, la región ha presentado marcadas variaciones en sus fronteras a lo largo de los Balcanes, luego de que sus límites fueran definidos generalmente de acuerdo a las necesidades administrativas de sus conquistadores. Durante la dominación otomana, que duró cinco siglos, Macedonia no fue una división administrativa. El geógrafo H.R. Wilkinson afirma que si bien la región "desafía definiciones", la mayoría de los cartógrafos están de acuerdo "en su ubicación general". Macedonia ya estaba bastante bien definida hacia 1897, cuando William Ewart Gladstone propuso una "Macedonia para los macedonios", en la que se incluía implícitamente a todos los habitantes de la región, sin importar su etnia, pero las diferentes naciones balcánicas comenzarían a proclamar sus derechos tras la firma del tratado de San Stefano de 1878 y luego de su revisión en el Congreso de Berlín.
Varios mapas etnográficos fueron producidos durante este período de controversia; muchos de estos difieren principalmente en las zonas designadas para cada nacionalidad dentro de Macedonia. Esto se debió en parte al resultado de las diferentes alternativas de definición: un habitante macedonio podría recibir diferentes nacionalidades dependiendo de si la clasificación se realizaba basándose en su religión, ascendencia, idioma, identidad o por decisión personal. Adicionalmente, los censos otomanos que tomaban como base a la religión eran comúnmente malinterpretados; la ascendencia o raza eran principalmente definidas por conjeturas; los habitantes de la región podían hablar más de una lengua, por ejemplo, una en su casa y otra fuera de ella, y por otro lado, los diversos dialectos podían ser definidos como derivaciones de diversas lenguas (por ejemplo, serbio, macedonio o búlgaro).
Los mapas también difieren en los límites asignados a Macedonia. Las únicas fronteras indiscutibles son el Mar Egeo por el sur y las fronteras de Serbia y Bulgaria previo a 1885; si Macedonia limitaba con los territorios de la Serbia medieval, Albania o Tracia (partes de la Rumelia otomana) ha sido origen de debate. Algunos etnógrafos, como el griego Cleanthes Nicolaides, el austríaco Meinhard y el búlgaro Vasil Kǎnčev, aceptaron como frontera las montañas Šar y las de Crna Gora, tal como lo hacían algunos estudiosos previo a 1878; sin embargo, algunos especialistas como el serbio Gopčevič establecieron una línea mucho más al sur, dejando toda la región entre Skopie y Strumica en la "Vieja Serbia", noción que ha sido apoyada por algunos geógrafos modernos de Grecia.
Adicionalmente, algunos mapas varían en algunos detalles, especialmente respecto a qué ciudades y localidades son o no macedonias. Un mapa italiano incluye a Prizren, mientras Nicolaides y Meinhard trazaron sus límites justo al sur. Hacia el sur y el oeste, Grevená, Korçë y Konitsa varían en diversos mapas, mientras hacia el este, usualmente la línea toma el curso del río Mesta hacia el norte, aunque en un mapa de un geógrafo alemán la línea se encuentra mucho más hacia el poniente, excluyendo por ejemplo a Bansko y Nevrokop.

### Visión nacionalista eslavo-macedonia
Macedonios eslavos de tendencias nacionalistas extremas han expresado deseos irredentistas de formar una "Macedonia unida" junto a lo que llaman Macedonia egéica (actualmente, en Grecia), la Macedonia de Pirin (en Bulgaria), la región de Mala Prespa y Golo Bardo (en Albania), y las de Gora y Prohor Pčinjski (en Serbia). Sin embargo, en todas las zonas mencionadas anteriormente, la población son en su mayoría grecomacedonios, búlgaros, albaneses y serbios, respectivamente. Algunos libros de estudio y publicaciones gubernamentales de Macedonia del Norte consideran a dicho país como parte de un territorio no completamente libre.
Loring M. Danforth, profesor de antropología que ha trabajado en el Bates College de los Estados Unidos y que ha escrito diversos artículos y premiados libros sobre el nacionalismo en la Macedonia del Norte, Grecia y Australia, ha mencionado:

Los nacionalistas extremistas macedonios, que se empeñan en demostrar la continuidad entre los antiguos y los modernos macedonios, niegan ser eslavos y reclaman ser directos descendientes de Alejandro Magno y los antiguos macedonios. La visión macedonia más moderada, generalmente adoptada por gente más culta y que ha sido apoyada por Kiro Gligorov, el primer presidente de la recién independizada República de Macedonia, es que los actuales macedonios no tienen relación con Alejandro Magno sino que son pueblos eslavos cuyos antepasados llegaron a Macedonia durante el siglo VI. En tanto, personas tanto de las visiones extremas y moderadas aseguran que los antiguos macedonios eran de un grupo no-griego diferente.
Además de reafirmar la existencia de la nación macedonia, los macedonios están empeñados en reafirmar la existencia de una única lengua macedonia. A pesar de reconocer las similitudes entre el macedonio y otras lenguas eslavas meridionales, ellos consideran que las distinciones con ellas les permite ser una lengua separada. También enfatizan que, a pesar de que el estándar literario del idioma macedonio no fue formalmente creado y reconocido hasta 1944, este tiene una historia de más de mil años, que puede remontarse al antiguo eslavo eclesiástico usado por santos Cirilo y Metodio durante el siglo IX.
Aunque todos los macedonios están de acuerdo en la existencia de minorías macedonias en Bulgaria y Grecia, las cuales han sido sujeto de duras políticas de asimilación forzada, existen dos posiciones de acuerdo a su futuro. La meta de los nacionalistas más extremos es crear una "Macedonia libre, unida e independiente", formada tras "liberar" las partes de Macedonia "temporalmente ocupadas" por Bulgaria y Grecia. Nacionalistas más moderados, en cambio, reconocen la inviolabilidad de las fronteras griegas y búlgaras, renunciando a posibles reclamaciones territoriales; sin embargo, demandan a que ambos países reconozcan a las minorías macedonias y les garanticen los derechos humanos mínimos que merecen.
Loring M. Danforth

La constitución de la Antigua República Yugoslava de Macedonia fue modificada en 1995 y no posee ninguna referencia sobre posibles reclamaciones territoriales en la actualidad. La Carta Magna volvió a ser modificada en 2019 para cambiar la denominación del Estado por la de Macedonia del Norte, resolviendo así su conflicto con Grecia.

### Visión nacionalista helénica
El profesor Danforth describe, de igual forma, las posiciones del nacionalismo griego:

De acuerdo a la posición del nacionalismo griego sobre la "cuestión macedonia", como Alejandro Magno y los antiguos macedonios eran griegos y como la Antigua Grecia y la Grecia moderna están unidas por una línea histórica de continuidad racial y cultural, sólo los griegos tienen derecho a identificarse como macedonios y no los eslavos de la Yugoslavia meridional, que se establecieron en Macedonia hacia el siglo IX y que se denominaron a sí mismo como "búlgaros" hasta 1944. Los griegos, en tanto, denominan a los macedonios como "skopjanos" (de Skopje, la capital de la República de Macedonia), práctica comparable a llamar "ateniense" a los griegos. La negación de la identidad macedonia por parte de la ideología nacionalista griega se enfoca en tres puntos principales: la existencia de una nación macedonia, una lengua macedonia y una minoría macedonia en Grecia. Desde la perspectiva nacionalista griega, no puede haber una nación macedonia si nunca ha habido un estado independiente macedonio: la nación macedonia no sería más que una creación artificial, una "invención" de Tito, quien bautizó a un mosaico de nacionalidades con el nombre griego de "macedonios".

De forma similar, los nacionalistas helénicos argumentan que como el antiguo idioma macedonio era griego, el idioma eslavo hablado por los "skopjanos" no puede ser denominado como "idioma macedonio". Algunas fuentes de origen griego se refieren al "idioma de Skopje" y lo definen como un dialecto corrompido del búlgaro. Finalmente, el gobierno de Grecia niega la existencia de una minoría macedonia en el norte del país, asegurando que sólo existe un pequeño número de "helenos eslavófonos" o "griegos bilingües" que hablan griego junto a un dialecto eslavo local, pero que tienen "consciencia nacional griega".

Desde la perspectiva del nacionalismo griego, el uso de la denominación "macedonio" por parte de los "eslavos de Skopje" constituye un crimen o un plagio contra el pueblo griego. Por llamarse a sí mismo "macedonios", están robando un nombre griego; están pervirtiendo el patrimonio cultural griego; están falsificando la historia griega. Evangelos Kofos, un historiador que trabajaba en el Ministerio de Relaciones Exteriores griego, le dijo una vez a un reportero extranjero, "esto es como si un ladrón entrara a mi casa y se robara la más preciada de mis joyas: mi historia, mi cultura, mi identidad". Los temores griegos de que el uso del nombre "Macedonia" por los eslavos llevará inevitablemente a la aparición de reclamaciones irredentistas en el territorio de la Macedonia griega  se ven acrecentados por algunos eventos históricos relativamente recientes. Durante la Segunda Guerra Mundial, Bulgaria ocupó parte del norte de Grecia mientras que una de las metas de los fundadores de la República Popular de Macedonia en 1944 fue la "unificación de toda la nación macedonia", que se lograría con la "liberación de los dos otros territorios" de Macedonia.
Loring M. Danforth

### Subregiones
Macedonia del Egeo ( Grecia)
 Macedonia de Pirin ( Bulgaria)

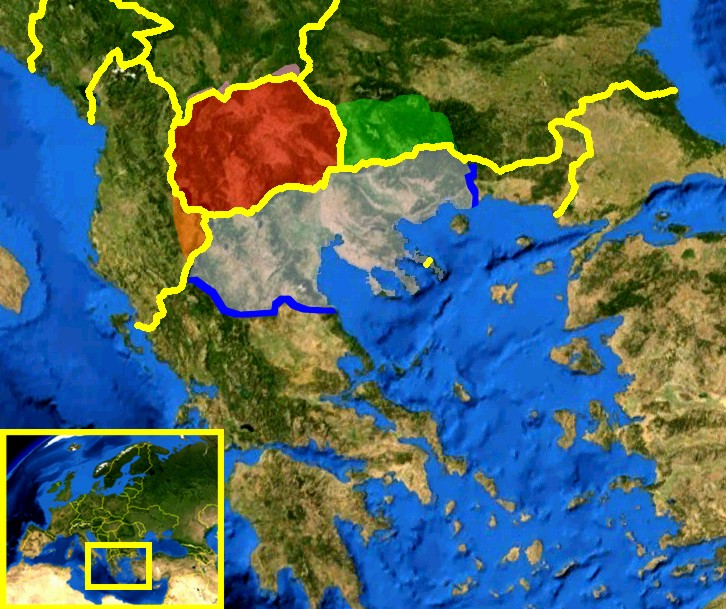
Mapa de las diferentes subregiones que pueden ser definidas en Macedonia
Macedonia del Egeo (GRE)
Macedonia del Vardar
Macedonia de Pirin (BUL)
Mala Prespa y Golo Bardo (ALB)
Gora y Prohor Pčinjski (SRB)

La región de Macedonia es dividida comúnmente en tres grandes regiones y dos menores, especialmente en la discusión de la llamada "cuestión macedonia". Aunque estos términos son utilizados por académicos neutrales, han sido adoptados por la literatura de carácter irredentista.
- Macedonia del Egeo[n 2] corresponde al área meridional de Macedonia y que está bajo administración de Grecia, con una superficie aproximada de 34.231 km².[42] Su nombre deriva de su cercanía con el Mar Egeo.
- Macedonia de Pirin[n 3] corresponde al área oriental de Macedonia y que corresponde a la actual provincia de Blagoevgrado en Bulgaria,[40] con una superficie de 6.449 km².[43] Su nombre deriva de las montañas de Pirin ubicadas en el territorio.
- Macedonia del Vardar corresponde al área septentrional de Macedonia y que corresponde a la zona ocupada por la República de Macedonia del Norte,[40] con una superficie de 25.333 km².[44] Su nombre proviene del río Vardar que atraviesa el país.

Adicionalmente a esas tres grandes subregiones, existen dos regiones de menor tamaño en Albania y Serbia, que son consideradas parte de Macedonia, principalmente por irredentistas y no por académicos.
- Mala Prespa y Golo Bardo corresponde a una pequeña zona ubicada en el extremo occidental de Macedonia, actualmente en Albania. El territorio se concentra cerca del lago Ohrid e incluye parte de los distritos de Korçë, Pogradec y Devoll. Aunque estos distritos tienen una superficie total cercana a los 3.000 km², la zona en cuestión es significativamente menor.
- Gora y Prohor Pčinjski son pequeños territorios en el norte de Macedonia y que son parte de Serbia. El territorio corresponde básicamente al municipio de Dragaš (de 435 km²) ubicado en Kosovo y el monasterio de Prohor Pčinjski.

## Macedonia en la demografía
| Términos étnicos de Macedonia          | Términos étnicos de Macedonia                                                              |
| -------------------------------------- | ------------------------------------------------------------------------------------------ |
| Macedonios c. 5 millones de personas   | Todos los habitantes de la región, sin importar de su origen étnico.                       |
| Macedonios c. 1,3 millones de personas | Grupo étnico contemporáneo, denominado también como eslavomacedonios o macedonios eslavos. |
| Macedonios c. 2 millones de personas   | Ciudadano de Macedonia del Norte.                                                          |
| Macedonios c. 2,6 millones de personas | Grupo regional griego, denominado también como macedonios griegos o macedonios egéicos.    |
| Macedonios Sin población               | Pueblo de la antigüedad, denominado también como antiguos macedonios.                      |
| Macedonios c. 300 mil personas         | Grupo regional búlgaro, denominado también como pirineros.                                 |
| Macedorromanos c. 300 mil personas     | Nombre alternativo para los arrumanos.                                                     |

La región, tal como se define anteriormente, tiene una población cercana a los 5 millones de habitantes. En el caso de las definiciones de grupos étnicos, existe una importante disputa por parte de dos grupos contemporáneos sobre el uso del término macedonio. La población étnicamente macedonia de Macedonia del Norte se identifica como "macedonio" a nivel nacional, mientras que en Grecia, los habitantes de la zona de Macedonia se consideran "macedonios" a nivel regional y como "griegos" a nivel nacional. La divergencia de uso entre ambos grupos étnicos ha generado una variedad de denominaciones para referirse al grupo homónimo.
En general, los grupos que se consideran como "macedonios", es decir, como habitantes naturales de la región, son los detallados a continuación.
Como un grupo étnico, se denomina como macedonios a los eslavos que forman la mayoría de la población de la actual Macedonia del Norte. Según estadísticas del año 2002, la población de macedonios étnicos dentro de dicho Estado es de 1.297.981 habitantes. Por otro lado, legalmente, macedonio es también todo nacional de la República de Macedonia, sin importar sus características étnicas ni pertenencia a alguna religión. Sin embargo, en el preámbulo de su constitución, se hace especial distinción entre "el pueblo macedonio" y "los albaneses, turcos, valacos, rumanos y otras nacionalidades que habitan la República de Macedonia", a quienes se les asegura "igualdad como ciudadanos". Al año 2002, la población total del país era de 2.022.547 habitantes.
Como un grupo regional de Grecia, los macedonios corresponden a las personas de etnia griega que habitan o provienen del territorio de Macedonia, los que corresponden a casi la totalidad de la población de dicha región. De acuerdo al censo de 2001, la población de este territorio era de 2.625.681 personas. Se conoce también como antiguos macedonios a los habitantes de la Macedonia histórica, cuyos máximos gobernantes, Filipo II de Macedonia y Alejandro Magno, se consideraban a sí mismos como griegos.
En el caso de Bulgaria, "macedonio" es el gentilicio de los habitantes de la región sudoriental del país, que en su mayoría se identifican como búlgaros a nivel nacional y étnico. En 2001, la población total de la Macedonia búlgara era de 341.245 habitantes, dentro de los cuales se cuentan 3.117 eslavomacedonios. Los macedonios búlgaros también pueden autodenominarse como pirineros (пиринци, pirintsi en idioma búlgaro) para evitar confusión con otras denominaciones similares.
El término "macedorromano" es usado en algunas oportunidades como un sinónimo para los arrumanos, un pueblo que vive en el sur de los Balcanes entre el norte de Grecia, Bulgaria, Macedonia del Norte y Albania, y como una comunidad inmigrante en la Dobruja Septentrional, Rumania. De acuerdo al Ethnologue, la población total de arrumanos es de 306.237 personas. Este término es el único que corresponde a un acrónimo utilizado tanto por los propios arrumanos como por los otros grupos étnicos. Cabe destacar que en rumano, los arrumanos son denominados como "machedoni", a diferencia de los habitantes de Macedonia, conocidos como "macedoneni".
Otro grupo étnico que habita la región de Macedonia, son los albaneses, concentrados principalmente en Macedonia del Norte (en las zonas fronterizas a Albania y Kosovo) y en la subregión albanesa de Macedonia, alrededor del lago Ohrid. En 2002, los habitantes albaneses en la actual Macedonia del Norte eran 509.083, 25,2% del total de la población nacional.
En el caso del idioma español, todos estos términos se emplean de acuerdo al contexto en el que se usan. Según el Diccionario de la Real Academia Española se define oficialmente como "macedonios" únicamente a los antiguos macedonios y a los habitantes de Macedonia del Norte, mientras que en el Diccionario Panhispánico de Dudas se acepta el uso de "macedonio" tanto para ambos grupos como para los habitantes de la región griega de Macedonia, aunque define "macedónico" para referirse inequívocamente a los habitantes del reino de la Antigüedad.

## Macedonia en la lingüística
| Términos lingüísticos de Macedonia | Términos lingüísticos de Macedonia                                                      |
| ---------------------------------- | --------------------------------------------------------------------------------------- |
| Macedonio                          | Lengua eslava contemporánea, denominada también como eslavomacedonio o macedonio eslavo |
| Macedonio                          | Dialecto del idioma griego moderno                                                      |
| Macedonio                          | Lengua o dialecto hablado en la Antigüedad                                              |
| Macedorromano                      | Denominación para el idioma arumano                                                     |

Al ser el idioma uno de los elementos más comúnmente asociados a la identidad nacional, las mismas disputas existentes en el plano de la demografía, se pueden encontrar en la lingüística. Básicamente, existen dos grandes debates sobre el uso de la palabra "macedonio" para describir un fenómeno lingüístico, ya sea un idioma o un dialecto.
Por un lado, los orígenes del antiguo idioma macedonio son inciertos y no se ha podido determinar si corresponden a un dialecto griego familiar al dórico
o al eólico, una lengua hermana al griego antiguo con el que formaría un supergrupo lingüístico grecomacedonio o helénico, o si es una lengua indoeuropea independiente y cercana al griego, tracio y al frigio. La comunidad científica, a pesar de sus discrepancias, ha llegado al acuerdo de que no existe evidencia suficiente para poder determinar con certeza algunas de estas hipótesis, aun cuando existe material disponible, como el léxico de Hesiquio.
Por otro lado, el idioma sudeslavo conocido en la actualidad como macedonio no tiene ninguna relación con el antiguo idioma. Sobre esta lengua existen dos disputas principales: la primera corresponde a la denominación de este, mientras que la segunda se refiere a si este idioma es realmente distinto del idioma búlgaro o no es más que un dialecto, posición apoyada principalmente por grupos nacionalistas búlgaros, pero asimismo por parte de la población en general.
En la actualidad, se conoce como macedonio también a un dialecto del idioma griego moderno, mientras que el macedorromano es una de las denominaciones que recibe el idioma romance oriental hablado por los arumanos.

## Macedonia en la política

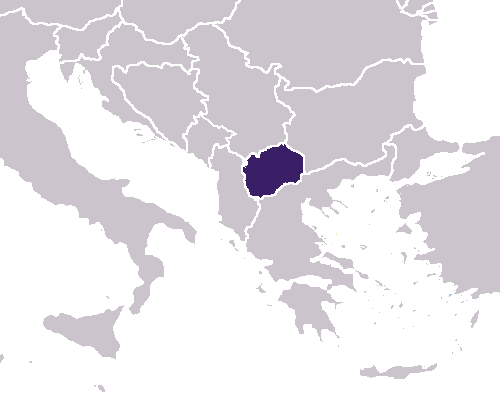
Mapa de Macedonia del Norte,

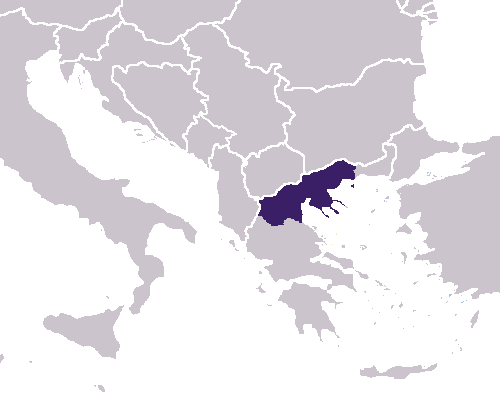
Mapa de Macedonia, una división política de Grecia.

Todas las controversias en términos geográficos, lingüísticos y demográficos se han manifestado a nivel político internacional, principalmente tras la división de Yugoslavia a comienzos de los años 1990. Dentro de las nuevas naciones formadas de la antigua República Federal Socialista de Yugoslavia, la llamada República Socialista de Macedonia declaró su independencia de forma pacífica, el 8 de septiembre de 1991, con el nombre de República de Macedonia.
Sin embargo, el uso de este nombre fue rechazado por la República Helénica (al igual que la primera bandera de la República de Macedonia) al considerarlo usurpación de símbolos de la tradición cultural griega e irredentismo. En 1993, debido a la mediación de la Organización de las Naciones Unidas, ambos países llegaron a un acuerdo para la utilización de "República de Macedonia" en asuntos internos y de "Antigua República Yugoslava de Macedonia" a nivel internacional, dejando pendiente una solución definitiva. Sin embargo, el acuerdo es criticado en ambos países: en Grecia se rechaza el haber aceptado un nombre que contenga la palabra "Macedonia", mientras en el nuevo país se exige el uso de un nombre más corto e identificativo.
Hasta 2019, Grecia utilizó oficialmente la denominación πρώην Γιουγκοσλαβική Δημοκρατία της Μακεδονίας o su abreviación ΠΓΔΜ, mientras que las Naciones Unidas se referían exclusivamente al país como "Antigua República Yugoslava de Macedonia", al igual que otras organizaciones como la Unión Europea, la OTAN, el Fondo Monetario Internacional, la Organización Mundial de Comercio, el Comité Olímpico Internacional, el Banco Mundial, el BERD, la OSCE,
la FIFA y la FIBA, entre otros. Por otro lado, algunos países (entre ellos Estados Unidos, Rusia y la República Popular China) utilizaban la denominación de República de Macedonia. Este conflicto se solucionó en 2019 con el acuerdo de Prespa, por el que el antiguo Estado 
yugoslavo pasaría a denominarse Macedonia del Norte.
Macedonia es también el nombre de una macrorregión de Grecia, dividida en tres regiones: Macedonia Occidental, Macedonia Central y Macedonia Oriental y Tracia. Esta macrorregión es administrada por el Ministerio de Macedonia y Tracia y su capital es la ciudad de Salónica, considerada como la capital conjunta del país (συμπρωτεύουσα, symprotévousa) en contraste con Atenas, la capital oficial.

## Terminología por grupo
Todas las controversias mencionadas anteriormente han generado una serie de denominaciones por parte de los diferentes grupos en conflicto. Aunque algunos han surgido sin afán peyorativo, pueden ser considerados como tales por parte de los otros grupos. Además, tanto macedonios de origen griego como eslavo utilizan las formas derivadas de la palabra "Macedonia" para describirse a sí mismos y emplean otras denominaciones para el grupo opuesto. A esto se suman las denominaciones de los grupos extremistas con respecto a la relación entre búlgaros y macedonios eslavos, tanto por los que niegan cualquier relación entre ambas naciones como los nacionalistas búlgaros que la promueven y que incluso reciben el apoyo de extremistas helénicos. Además, tanto búlgaros como macedonios eslavos se niegan a reconocer la autodeterminación de las minorías eslavoparlantes de la Grecia Septentrional, que se consideran comúnmente como griegos.

### Denominaciones búlgaras
- Gărkomani (Гъркомани) es un término despectivo para referirse a las minorías eslavoparlantes de Macedonia que se identifican como griegos.[85]
- Macedonio y las lenguas eslavas de Grecia son considerados dialectos del idioma búlgaro. Sin embargo, el gobierno de Bulgaria reconoce oficialmente al "idioma macedonio" como la lengua oficial de la República de Macedonia.[47][86]
- Macedonismo (Македонизъм) se refiere a la ideología que afirma que los habitantes eslavos de Macedonia son un grupo distinto de los búlgaros. Este término tiene una connotación negativa, puesto que muchos búlgaros afirman que estas corrientes han falsificado la historia para poder sostener su punto de vista.[87]
- Macedonística (Македонистика) se refiere al estudio de los orígenes del idioma macedonio y la historia de su pueblo según lo establecido por Yugoslavia y luego por la República de Macedonia. En general, su connotación tiene el sentido de una pseudociencia.
- Macedonista (Македонист) se refiere a las personas que apoyan las corrientes del "macedonismo" y tiene un sentido más cargado negativamente que "nacionalista macedonio".[87]
- Antiguo búlgaro (Старобългарски) es el nombre dado al antiguo eslavo eclesiástico. Cabe destacar que los macedonios étnicos no denominan esta lengua como "antiguo macedonio", sino simplemente como "antiguo eslavo".[88]

### Denominaciones griegas
- Macedonia (Μακεδονία) puede referirse a la región administrativa o a la región geográfica ubicada en Grecia, dependiendo de su contexto.[89]
- Macedonio (Μακεδόνας) es el nombre de los habitantes de la Macedonia griega.[89]
- Antiguo macedonio (Αρχαίος Μακεδόνας) corresponde a los habitantes de Macedonia en la Antigüedad.[89]
- Eslavo macedonio, Macedonio eslávico o Eslavomacedonio[n 4] (Σλαβομακεδόνας, Σλαβομακεδονικά) corresponde a la denominación de las personas étnicamente macedonias de origen eslavo y del idioma hablado por estos.[90]
- República de Skopje (Δημοκρατία των Σκοπίων) corresponde a la República de Macedonia del Norte.[91] Otra denominación alternativa es la de Estado de Skopje (Κράτος των Σκοπίων)[92] o por metonimia, simplemente Skopia (Σκόπια)[93] debido a la capital del país, Skopie.
- Skopiano (Σκοπιανός, Σκοπιανικά) es otro nombre para referirse a los habitantes de la República de Macedonia del Norte[93] o al idioma oficial de dicho país.[94]
- Eslavófono (Σλαβόφωνος) es el nombre para los griegos cuya lengua corresponde al idioma macedonio,[46] pero también se extiende para los búlgaros y los macedonios étnicos.
- Bulgaroskopiano (Βουλγαροσκοπιανός) es un término derogatorio para referirse a los macedonios étnicos.[83] Un término similar es pseudomacedonio, poniendo énfasis en la controversia sobre dicha nacionalidad.[95]

### Términos macedonios étnicos
- Macedonia (Македонија) puede referirse tanto a la región de Macedonia como a la república de Macedonia del Norte.[96]
- Macedonio (Македонци) se usa tanto para denominar a los macedonios étnicos como a los habitantes de la República de Macedonia del Norte.[96]
- Macedonia del Egeo (Егејска Македонија — Egejska Makedonija) se refiere a la región administrativa de Macedonia en Grecia.[97][98]
- Macedonia de Pirin (Пиринска Македонија — Pirinska Makedonija) se refiere a la provincia de Blagoevgrado, en Bulgaria.[98]
- Antiguo macedonio (Старомакедонски) se refiere al antiguo idioma macedonio.[99]
- Bugarashi (бугараши) o bugarofili (бугарофили) son términos peyorativos para referirse a la gente de la República de Macedonia del Norte que se autoidentifica como búlgara o tiene una orientación probúlgara.[100][101] Para los casos con respecto a Serbia, se utilizan srbomani (србомани) y srbofili (србофили).[100][102]
- Egejci (Егејци) es la denominación para las personas originarias de la Macedonia griega.[103]
- Grkomani (гркомани) es un término derogatorio para denominar a los grupos eslavoparlantes que se identifican como griegos.[104]